# Bereichsprozess
Ein Bereichsprozess ist ein Ablauf, der in einer betrieblichen Abteilung (mit pluralen Organisationseinheiten) stattfindet und ein Teil eines Geschäftsprozesses ist. Im Unterschied zu einem Geschäftsprozess, der in der Regel über Abteilungs- und Betriebsgrenzen hinweggeht, beschränkt sich ein Bereichsprozess auf den Ablauf in einer Abteilung. Bereichsprozesse sind normalerweise entweder Kernprozesse oder Unterstützungsprozesse. 
Die Bereichsprozesse haben einen definierten Beginn und ein definiertes Ende, analog zu einem Geschäftsprozess. Sie sind zu planen, zu realisieren, zu kontrollieren und im Sinne des Business Reengineering zu optimieren.
Wird von einem Industrieunternehmen ausgegangen, dann sind folgende Bereichsprozesse denkbar:
- Der Marketingbereichsprozess als Vorgang, der sich auf den Absatz des Unternehmens bezieht, z. B. die Erkundung, Gestaltung und Erschließung der Absatzmärkte (Marketingprozess).
- Der Produktionsbereichsprozess als die betriebliche Fertigung betreffender Prozess, z. B. Fertigungsvorbereitung, Fertigungsdurchführung und Fertigungskontrolle.
- Der Materialbereichsprozess als auf den Einkauf bzw. die Beschaffungsläger bezogene Abläufe, z. B. Warenbeschaffung, Lagerdisposition, Lagerrealisation und Beschaffungskontrolle.
- Der Personalbereichsprozess als personalwirtschaftlicher Prozess, der als Personalprozess die Phasen der Personalplanung, -beschaffung, -einsatz und -kontrolle umfasst.
- Der Finanzbereichsprozess als die Finanzwirtschaft bzw. die Investitionen betreffender Ablauf, z. B. Beschaffung, Verwendung und Verwaltung des Betriebskapitals.
- Der Rechnungswesenprozess als Vorgang, der sich auf den Jahresabschluss, die Buchhaltung, die Betriebsabrechnung bzw. die Kosten- und Leistungsrechnung bezieht.
- Der Informationsbereichsprozess als die betriebliche Informatik betreffender Prozess, z. B. Datensammlung, Datenverarbeitung und Datenausgabe.